# John Holdzkom
John Stephen Holdzkom (né le 19 octobre 1987 à Pasadena, Californie, États-Unis) est un lanceur droitier de baseball.
Il évolue en 2014 comme lanceur de relève pour les Pirates de Pittsburgh de la Ligue majeure de baseball.
Holdzkom, un Américain qui a joué pour l'équipe nationale de Nouvelle-Zélande et dans la Ligue australienne de baseball, est un lanceur de balle paume, lancer peu usité au baseball.

## Carrière
Joueur à l'école secondaire de Rancho Cucamonga en Californie, John Holdzkom est repêché au 15e tour de sélection par les Mariners de Seattle en 2005. Il ne signe pas de contrat avec le club et joue l'année suite pour l'équipe d'un collège communautaire de Salt Lake City lorsque les Mets de New York, avec qui il signe son premier contrat professionnel pour 210 000 dollars US, en font leur sélection de 4e tour. Sans atteindre le niveau majeur, Holdzkom lance en ligues mineures dans l'organisation des Mets de 2006 à 2010. En 2008, il subit une opération de type Tommy John au coude. L'intervention lui coûte toute la saison 2009 et, à son retour en 2010, il est libéré de son contrat par les Mets après avoir accordé 10 buts-sur-balles en 5 manches lancées.
Hors du baseball professionnel en 2011, Holdzkom fait un bref passage de 6 matchs pour un club-école des Reds de Cincinnati en 2012 mais est à nouveau libéré de son contrat. Il évolue pour le Canberra Cavalry durant la saison 2012-2013 de la Ligue australienne de baseball : en 10 départs, il maintient une moyenne de points mérités de 4,10 avec 48 retraits sur des prises, mais 45 buts-sur-balles alloués, en 48 manches et un tiers lancées.
En novembre 2012, Holdzkom, dont le père est originaire d'Auckland en Nouvelle-Zélande, s'aligne avec l'équipe néo-zélandaise de baseball qui participe au tournoi de qualification à la Classique mondiale de baseball 2013. Il devient en 2014 le premier porte-couleurs de l'équipe nationale de Nouvelle-Zélande à évoluer en Ligue majeure de baseball.
Il tente suite sa chance dans le baseball indépendant : en 2013, il s'aligne avec les Sox d'Amarillo et les Explorers de Sioux City, deux clubs de l'Association américaine. Il retourne avec Amarillo au début 2014 avant de jouer un match avec les Colts de San Angelo, un autre équipe indépendante, cette fois dans l'United Baseball League.
Il retourne en Australie durant l'hiver 2013-2014 pour disputer 4 matchs avec l'Adelaide Bite.
John Holdzkom signe un contrat avec les Pirates de Pittsburgh le 24 juin 2014. Le lanceur de relève droitier fait ses débuts dans le baseball majeur avec les Pirates le 2 septembre 2014. À sa première sortie, il affronte 3 frappeurs des Cardinals de Saint-Louis et réussit 3 retraits sur des prises. Il enregistre 14 retraits sur des prises en 9 manches lancées pour les Pirates en 2014. En 9 sorties au monticule, il maintient une moyenne de points mérités de 2,00. À son second match le 5 septembre, il réussit un sauvetage dans un gain de Pittsburgh sur les Cubs de Chicago et le 19 septembre contre Milwaukee il remporte sa première victoire dans les majeures. Holdzkom fait ensuite ses débuts en séries éliminatoires dans le match de meilleur deuxième de la Ligue nationale contre San Francisco mais accorde un point mérité sur deux coups sûrs et un but-sur-balles en une manche lancée.
Au moment de faire ses débuts, Holdkom, un joueur qui mesure 2 mètres (6 pieds et 7 pouces), est le seul lanceur de la ligue à utiliser la balle paume, un tir peu populaire parmi ses contemporains.